# Malhmoodite
La malhmoodite (simbolo IMA: Mmo) è un minerale piuttosto raro del gruppo omonimo; appartiene alla famiglia dei "fosfati, arseniati e vanadati" e possiede composizione chimica Fe2+Zr(PO4)2 • 4(H2O).
La malhmoodite è l'analogo del ferro Fe2+ della zigrasite.

## Etimologia e storia
La malhmoodite fu scoperta per la prima volta nella miniera di vanadio "Union Carbide" vicino a Wilson Springs nella contea di Garland (nell'Arkansas, Stati Uniti), e descritta da Charles Milton, James J. McGee e Howard T. Evans Jr., che chiamarono il minerale in onore di Bertha K. Malhmood per onorare i suoi molti anni di servizio come assistente esecutiva presso i laboratori analitici del "Servizio Geologico degli Stati Uniti".
Il minerale è stato riconosciuto come minerale indipendente dall'Associazione Mineralogica Internazionale (IMA) nel 1992, ma inizialmente con il nome errato di mahlmoodite, perché i primi descrittori avevano commesso un errore di battitura nella loro pubblicazione. Questo errore è stato corretto solo nel 2002 da una nota ufficiale della Commissione sui nuovi minerali, nomenclatura e classificazione (CNMNC).
Il campione tipo del minerale è conservato nel National Museum of Natural History di Washington con il numero di catalogo 170394.

## Classificazione
La classica nona edizione della sistematica dei minerali di Strunz, aggiornata dall'Associazione Mineralogica Internazionale fino al 2009, elenca la malhmoodite nella classe "8. Fosfati, arseniati, vanadati" e da lì nella sottoclasse "8.C Fosfati senza anioni aggiuntivi, con H2O"; questa viene suddivisa più finemente in base alla dimensione dei cationi coinvolti e al rapporto tra fosfato/arseniato/vanadato e acqua, in modo tale che la malhmoodite possa essere trovata nella sezione "8.CE Con soltanto cationi di media dimensione, RO4:H2O circa 1:2,5" dove forma il sistema nº 8.CE.75 insieme alla zigrasite.
Questa classificazione viene mantenuta invariata anche nell'edizione successiva, proseguita dal database "mindat.org" e chiamata Classificazione Strunz-mindat dove, all'interno del sistema 8.CE.75, fa la sua comparsa anche un minerale senza nome e chiamato provvisoriamente UM2009-11-PO:CaHZr.
Nella Sistematica dei lapis (Lapis-Systematik) di Stefan Weiß la malhmoodite si trova nella classe dei "fosfati, arseniati e vanadati" e da lì nella sottoclasse dei "fosfati contenenti acqua, senza anioni estranei"; qui è nella sezione in cui sono elencati i minerali con "cationi di piccole e medie dimensioni: Be e Al-Mn-Fe-Cu-Zn-Mg" e dove forma il sistema nº VII/C.09 insieme a metavariscite, fosfosiderite, kolbeckite, variscite, strengite, mansfieldite, scorodite, yanomamite, parascorodite, koninckite e zigrasite.
Anche la classificazione dei minerali secondo Dana, usata principalmente nel mondo anglosassone, elenca la malhmoodite nella famiglia dei "fosfati, arseniati e vanadati"; qui è nella classe dei "fosfati idrati ecc." e nella sottoclasse dei "fosfati idrati ecc., con A2+B2+(XO4) • x(H2O)" dove forma il sistema nº 40.01.05 insieme a zigrasite e UM2009-11-PO:CaHZr.

## Abito cristallino
I primi studi sulla malhmoodite riportavano che la cristallizzazione avveniva nel sistema monoclino nel gruppo spaziale P21/c con i parametri reticolari a = 9,12(2) Å, b = 5,42(1) Å, c = 19,17(2) Å e β = 94,81(1)°, oltre ad avere 4 unità di formula per cella unitaria.
Studi più recenti, invece, stravolgono tali conclusioni e danno come sistema cristallino il triclino con gruppo spaziale P1 (gruppo nº 2); i parametri di cella sono a = 5,31200(10) Å, b = 9,3419(3) Å, c = 9,7062(3) Å, α = 97,6111(13)°, β = 91,9796(11)° e γ = 90,3628(12)°; le unità di formula sono 2.

## Origine e giacitura
La malhmoodite è un raro minerale secondario presente nelle cavità di rocce ignee alcaline; la paragenesi è con anatasio, kolbeckite, pirite, pirosseno ricco di sodio e sfalerite.
La malhmoodite è molto rara ed è stata trovata solo in pochi siti sparsi per il mondo: la sua località tipo, "Wilson Springs" (34.48345°N 92.98351°W) nella contea di Garland (Arkansas) e la cava "Pink Rose Lode" nella contea di Custer (Dakota del Sud); a Vielsalm e Lierneux (Belgio); la cava "La Lande" nei pressi di Pontivy (Francia); a Portreath (in Cornovaglia, Inghilterra).

## Forma in cui si presenta in natura
La malhmoodite si presenta in aggregati sferoidali di cristalli fibrosi irradiati
a listelli, di dimensioni fino a 0,15 mm. Il minerale è da trasparente a traslucido, con lucentezza serica; il colore è bianco crema, mentre quello del suo striscio è bianco.